# Pensamento Ho Chi Minh
Pensamento Ho Chi Minh, ou Ideologia Ho Chi Minh, (em vietnamita:  Tư tưởng Hồ Chí Minh) é uma filosofia política que se baseia no Marxismo-Leninismo e na ideologia de Ho Chi Minh. Foi formalizada pela primeira vez pelo Partido Comunista do Vietname em 1991. Pensamento Ho Chi Minh é um termo amplo para teorias políticas e medidas que são vistas pelos seus proponentes como representando o Marxismo-Leninismo adaptado às circunstâncias e períodos específicos do Vietname. A ideologia inclui opiniões sobre as questões básicas da Revolução Vietnamita, especificamente a aplicação e o desenvolvimento do Marxismo-Leninismo às condições materiais do Vietname. O conteúdo do Pensamento Ho Chi Minh foi codificado e desenvolvido pelo Partido Comunista do Vietname. O Partido Comunista do Vietname define o Marxismo-Leninismo e o Pensamento Ho Chi Minh como uma diretriz para todas as ações e vitórias da revolução vietnamita. O Pensamento Ho Chi Minh, embora tenha o nome do revolucionário e presidente vietnamita, não reflete necessariamente a ideologia de Ho Chi Minh, mas o pensamento de Ho Chi Minh refere-se à ideologia oficial do Partido Comunista do Vietname.

## Origens
O Pensamento Ho Chi Minh foi influenciado pela cultura vietnamita, a revolução francesa, e o Marxismo-Leninismo. Semelhante ao Maoísmo, no centro do Pensamento Ho Chi Minh está o facto de o campesinato ser a vanguarda revolucionária nas sociedades pré-industriais, e não o proletariado.
O pensamento de Ho Chi Minh tem as suas raízes no:
- Marxismo-Leninismo
- Ideologia e cultura vietnamita tradicional
- Pensamento cultural oriental: Confucionismo, Budismo[11]
- Moralidade pessoal de Ho Chi Minh

### Influência do Confucionismo
Ho Chi Minh, filho de um estudioso de Confúcio, estudou o Confucionismo durante toda a sua vida e foi um forte crítico da ética e dos ideais do Confucionismo. Apesar desta crítica pública, os estudiosos argumentam que o Confucionismo continua a fazer parte tanto da ideologia pessoal de Ho Chi Minh, como do Pensamento de Ho Chi Minh, argumentando que a moral confucionista e o princípio de autocultivo são uma parte central da plataforma do partido e da ideologia do Pensamento de Ho Chi Minh. O Partido Comunista rejeita isto, argumentando que esta proposta é uma distorção do registo histórico tanto de Ho Chi Minh como do Partido Comunista do Vietname.

Resumindo 30 anos de estudo do Confucionismo, Ho Chi Minh concluiu:
Học thuyết của Khổng Tử có ưu điểm của nó là sự tu dưỡng đạo đức cá nhân. Tôn giáo Giêsu có ưu điểm của nó là lòng nhân ái cao cả. Chủ nghĩa Mác có ưu điểm của nó là phương pháp làm việc biện chứng. Chủ nghĩa Tôn Dật Tiên có ưu điểm của nó, chính sách của nó phù hợp với điều kiện nước ta. Khổng Tử, Giêsu, Mác, Tôn Dật Tiên chẳng có những ưu điểm chung đó sao? Họ đều muốn mưu hạnh phúc cho mọi người, mưu phúc lợi cho xã hội. Nếu hôm nay họ còn sống trên cõi đời này, nếu họ hợp lại một chỗ, tôi tin rằng họ nhất định chung sống với nhau rất hoàn mỹ như những ng thười bạn thân. Tôi cố gắng làm người học trò nhỏ của các vị ấy.

O lado bom do Confucionismo é a lição de ética pessoal. O lado bom do Catolicismo é a benevolência. O lado bom do Marxismo é o método dialéctico. O lado bom de Sun Yat-sen é que o seu pensamento se adapta às condições concretas do Vietname. Confúcio, Jesus e Marx buscavam a felicidade e o bem-estar da sociedade. Se eles estivessem vivos ainda hoje certamente estariam conversando juntos. E eu acredito que eles viveriam em perfeita harmonia como bons amigos. Estou a tentar aprender com eles como um aluno aplicado.

## Ideologia
O Pensamento Ho Chi Minh, tal como codificado pelo Partido Comunista do Vietname, descreve o seguinte como o núcleo do sistema ideológico do Pensamento Ho Chi Minh:
- Libertação nacional, libertação de classe, libertação humana;
- Independência nacional
- Unidade nacional
- A propriedade do povo, construindo o verdadeiro estado do povo, pelo povo, para o povo;
- Defesa nacional de todo o povo, construção das forças armadas do povo;
- Desenvolvimento económico e cultural, melhorando constantemente a vida material e espiritual do povo;
- Necessidades éticas revolucionárias, parcimoniosas, integridade, justiça e imparcialidade;
- Cuidar de fomentar as gerações revolucionárias para a próxima vida;
- Construir um Partido limpo e forte, quadros e membros do partido que sejam simultaneamente líderes e servidores leais do povo

O ponto central do pensamento de Ho Chi Minh é a importância do Partido Comunista ser o centro de um movimento de libertação nacional.  O Pensamento Ho Chi Minh argumenta que a violência revolucionária e a paz humanitária são dialéticas opostas uma à outra, porém a síntese de seu conflito seria inevitavelmente a preservação da paz, independência e libertação nacional.
Central para o Pensamento Ho Chi Minh é a importância de o Partido Comunista ser o centro de um movimento de libertação nacional. O Pensamento Ho Chi Minh argumenta que a violência revolucionária e a paz humanitária são dialécticas opostas, mas a síntese do seu conflito seria inevitavelmente a preservação da paz, da independência e da libertação nacional.
Relacionado com o socialismo e a economia, o Pensamento Ho Chi Minh detalha o seguinte sobre a construção socialista e as características de uma sociedade e economia socialista:
- O socialismo é uma sociedade com uma força produtiva altamente desenvolvida, associada ao desenvolvimento progressivo da ciência - tecnologia e cultura, o país forte e rico.[17]
- Implementação da propriedade dos trabalhadores sobre os meios de produção e implementação do princípio da distribuição da mão de obra.
- Uma ditadura do proletariado baseada na unidade dos trabalhadores industriais, agrícolas e intelectuais sob a liderança do Partido Comunista.
- Uma sociedade socialista tem um sistema de relações sociais que é saudável, justo e igual, sem oposição entre trabalho intelectual e manual, e entre áreas urbanas e rurais.

Devemos desenvolver o sector económico estatal para criar a base material para o socialismo e promover a reforma socialista.
O pensamento de Ho Chi Minh enfatiza uma transição gradual para o socialismo. À semelhança do Socialismo com características chinesas, o Pensamento Ho Chi Minh coloca ênfase no papel do desenvolvimento das forças produtivas para o desenvolvimento do socialismo. De acordo com Ho Chi Minh, ao entrar no período de transição para o socialismo, a economia vietnamita foi descrita como uma economia agrícola largamente ultrapassada que ainda não tinha sofrido um desenvolvimento capitalista. Em particular, Ho Chi Minh prestou especial atenção à contradição fundamental do período de transição, que é o conflito entre as elevadas necessidades de desenvolvimento do país e a situação sócio-económica da classe trabalhadora. O Pensamento Ho Chi Minh também salienta a aprendizagem das experiências de outros países socialistas na construção do socialismo e recorre a toda a ajuda e cooperação internacional.
Embora Hồ Chí Minh apoiasse a posição de que o Vietname entrara na fase de transição para o socialismo em 1954, ele sustentava a crença de que o Vietname era "um regime democrático em que o povo é o mestre", mas não socialista. Para atingir a fase socialista de desenvolvimento, o desenvolvimento do sector estatal era da maior importância - cuja falta, segundo Hồ Chí Minh levaria ao fracasso. A plataforma do 11º Congresso Nacional realizado em janeiro de 2011 declarou: "este é um processo revolucionário profundo e uma luta complicada entre o antigo e o novo por mudanças qualitativas em todos os aspetos da vida social. É essencial passar por um longo período de transição com várias etapas de desenvolvimento e várias estruturas sociais e económicas mistas".

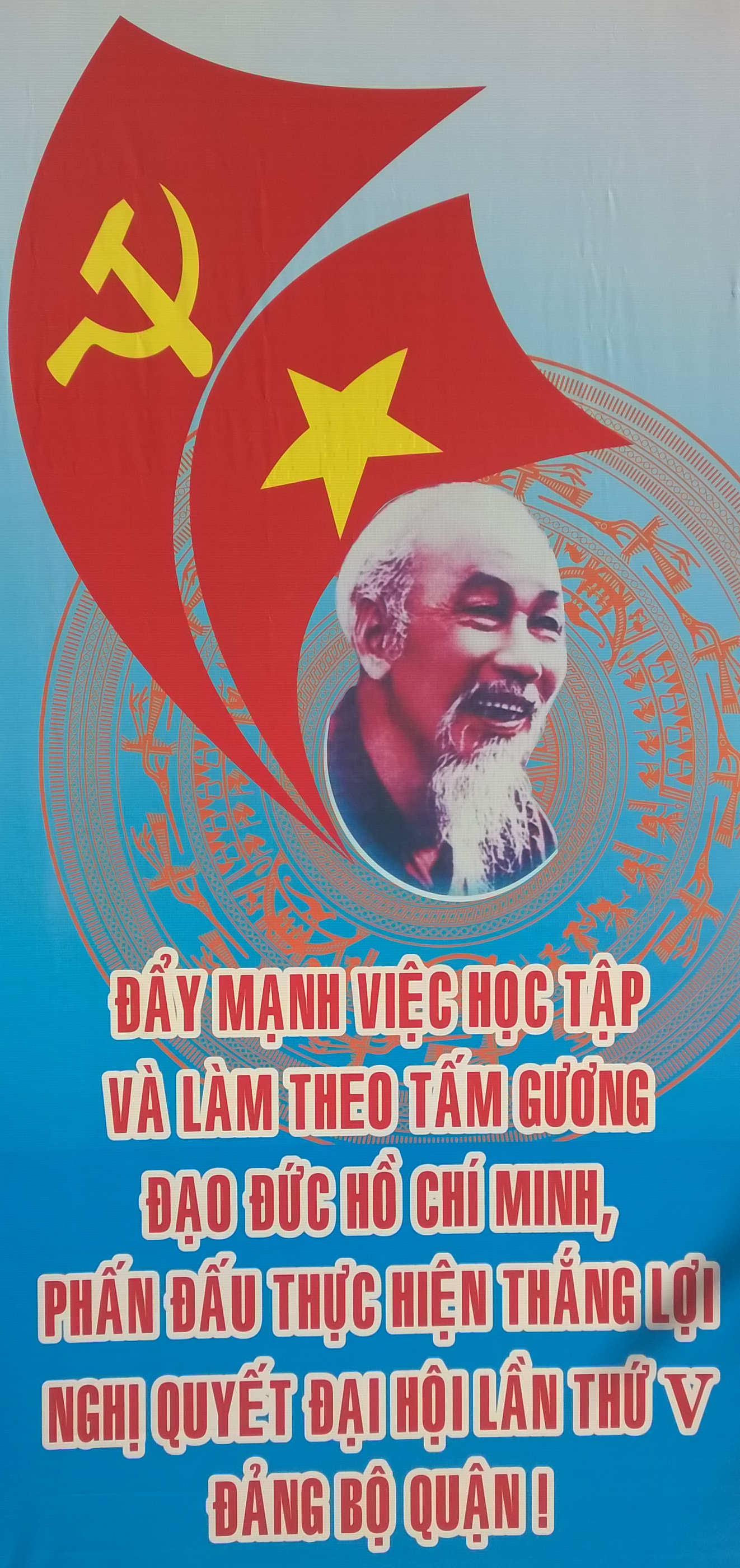
Um cartaz de propaganda promovendo o estudo da moralidade Ho Chi Minh.

Segundo o Secretário-Geral do partido Nguyễn Phú Trọng, durante a transição para o socialismo, os fatores socialistas de desenvolvimento competem com fatores não socialistas, que incluem fatores capitalistas. Nguyễn disse: "Com os aspetos positivos, haverá sempre aspetos negativos e desafios que precisam de ser considerados sensatamente e tratados de forma oportuna e eficaz. É uma luta difícil que requer espírito, nova visão, e criatividade. O caminho para o socialismo é um processo de constante consolidação e reforço dos fatores socialistas para os tornar mais dominantes e irreversíveis. O sucesso dependerá de políticas corretas, espírito político, capacidade de liderança, e da força de luta do partido".

## Moralidade
Um aspeto único do pensamento Ho Chi Minh é a ênfase na moralidade e ética pessoais. Os valores pessoais de Ho Chi Minh são regularmente defendidos pelo Partido, e os membros do partido são ensinados a exemplificar os valores pessoais de Ho Chi Minh: praticar o padrão de diligência, parcimónia, integridade, retidão, espartaria e altruísmo ao serviço do país e do povo. O fulcro da moralidade de Ho Chi Minh é viver um estilo de vida modesto e imaterial, e dedicar-se ao bem coletivo e ao avanço do socialismo e da autodeterminação. Ho Chi Minh escreveu sobre moralidade durante toda a sua vida, e criticou frequentemente o individualismo. Os valores pessoais de Ho Chi Minh são uma parte obrigatória do currículo escolar em todo o Vietname.

## Desenvolvimento
No Sétimo Congresso Nacional do Partido Comunista do Vietname realizado em Hanói em 1991, foi determinado que o Marxismo-Leninismo e o Pensamento Ho Chi Minh eram a base da ideologia do Partido. Desde este congresso, o Pensamento Ho Chi Minh tem sido ensinado em todas as universidades como uma disciplina obrigatória para todos os estudantes de todas as disciplinas. A formação formal - e a discussão entre especialistas - para este curso começou em 1997 na Universidade de Hanói.
Investigadores domésticos e camaradas de Ho Chi Minh escreveram muitas obras sobre o Pensamento Ho Chi Minh, tais como Compreender algumas questões do pensamento de Ho Chi Minh (1982) de Le Mau Han. O mundo mudou, mas Ho Chi Minh pensou (1991), Ho Chi Minh pensou (1993), Ho Chi Minh pensou processo de formação e desenvolvimento (1993), Ho Chi Minh pensou o processo de formação e desenvolvimento (1993), Ho Chi Minh pensou e a forma como a revolução vietnamita (1997) de Vo Nguyen Giap;  As perceções básicas sobre o pensamento Ho Chi Minh (1998) de Pham Van Dong;  A formação da ideologia Ho Chi Minh (1997) de Tran Van Giau;  Do pensamento tradicional ao pensamento Ho Chi Minh (1998) de Hoang Tung.